# Wallkill (Nowy Jork)
Wallkill – jednostka osadnicza w stanie Nowy Jork, w hrabstwie Ulster. 
Powierzchnia Wallkill wynosi 8 km², zamieszkiwane jest przez 2288 mieszkańców (2010). Obok Wallkill płynie rzeka o tej samej nazwie. 
Ok. 5 km na północny zachód od centrum Wallkill znajdują się Farmy Strażnicy wraz z drukarnią, jest to największy na świecie kompleks budynków należący do Świadków Jehowy, mieszka w nim ponad 1600 wolontariuszy. W latach 1988–1995 mieściła się tutaj Biblijna Szkoła Strażnicy – Gilead, a w roku w 1978 roku zaprojektowano tutaj MEPS.